# Llista d'asteroides/123101–123200
| Nom      | Designació provisional | Data de descobriment | Lloc de descobriment | Descobridor/s                    |
| -------- | ---------------------- | -------------------- | -------------------- | -------------------------------- |
| 123101 - | 2000 SQ344             | 29 de setembre, 2000 | Xinglong             | BAO Schmidt CCD Asteroid Program |
| 123102 - | 2000 SU344             | 20 de setembre, 2000 | Socorro              | LINEAR                           |
| 123103 - | 2000 SJ347             | 25 de setembre, 2000 | Socorro              | LINEAR                           |
| 123104 - | 2000 SV348             | 30 de setembre, 2000 | Anderson Mesa        | LONEOS                           |
| 123105 - | 2000 SS349             | 29 de setembre, 2000 | Anderson Mesa        | LONEOS                           |
| 123106 - | 2000 SX349             | 29 de setembre, 2000 | Anderson Mesa        | LONEOS                           |
| 123107 - | 2000 SF350             | 29 de setembre, 2000 | Anderson Mesa        | LONEOS                           |
| 123108 - | 2000 SM351             | 29 de setembre, 2000 | Anderson Mesa        | LONEOS                           |
| 123109 - | 2000 SQ355             | 29 de setembre, 2000 | Anderson Mesa        | LONEOS                           |
| 123110 - | 2000 SL357             | 28 de setembre, 2000 | Anderson Mesa        | LONEOS                           |
| 123111 - | 2000 SV357             | 28 de setembre, 2000 | Anderson Mesa        | LONEOS                           |
| 123112 - | 2000 SW357             | 28 de setembre, 2000 | Anderson Mesa        | LONEOS                           |
| 123113 - | 2000 SH361             | 23 de setembre, 2000 | Anderson Mesa        | LONEOS                           |
| 123114 - | 2000 SO365             | 21 de setembre, 2000 | Anderson Mesa        | LONEOS                           |
| 123115 - | 2000 SE366             | 23 de setembre, 2000 | Socorro              | LINEAR                           |
| 123116 - | 2000 SC367             | 23 de setembre, 2000 | Anderson Mesa        | LONEOS                           |
| 123117 - | 2000 SD367             | 23 de setembre, 2000 | Anderson Mesa        | LONEOS                           |
| 123118 - | 2000 SH369             | 22 de setembre, 2000 | Anderson Mesa        | LONEOS                           |
| 123119 - | 2000 SA370             | 24 de setembre, 2000 | Anderson Mesa        | LONEOS                           |
| 123120 - | 2000 SQ372             | 26 de setembre, 2000 | Apache Point         | SDSS                             |
| 123121 - | 2000 TA3               | 1 d'octubre, 2000    | Socorro              | LINEAR                           |
| 123122 - | 2000 TS4               | 1 d'octubre, 2000    | Socorro              | LINEAR                           |
| 123123 - | 2000 TD5               | 1 d'octubre, 2000    | Socorro              | LINEAR                           |
| 123124 - | 2000 TZ5               | 1 d'octubre, 2000    | Socorro              | LINEAR                           |
| 123125 - | 2000 TQ7               | 1 d'octubre, 2000    | Socorro              | LINEAR                           |
| 123126 - | 2000 TS7               | 1 d'octubre, 2000    | Socorro              | LINEAR                           |
| 123127 - | 2000 TA8               | 1 d'octubre, 2000    | Socorro              | LINEAR                           |
| 123128 - | 2000 TW8               | 1 d'octubre, 2000    | Socorro              | LINEAR                           |
| 123129 - | 2000 TX11              | 1 d'octubre, 2000    | Socorro              | LINEAR                           |
| 123130 - | 2000 TY11              | 1 d'octubre, 2000    | Socorro              | LINEAR                           |
| 123131 - | 2000 TD12              | 1 d'octubre, 2000    | Socorro              | LINEAR                           |
| 123132 - | 2000 TK12              | 1 d'octubre, 2000    | Socorro              | LINEAR                           |
| 123133 - | 2000 TH13              | 1 d'octubre, 2000    | Socorro              | LINEAR                           |
| 123134 - | 2000 TL13              | 1 d'octubre, 2000    | Socorro              | LINEAR                           |
| 123135 - | 2000 TS13              | 1 d'octubre, 2000    | Socorro              | LINEAR                           |
| 123136 - | 2000 TA16              | 1 d'octubre, 2000    | Socorro              | LINEAR                           |
| 123137 - | 2000 TN17              | 1 d'octubre, 2000    | Socorro              | LINEAR                           |
| 123138 - | 2000 TZ17              | 1 d'octubre, 2000    | Socorro              | LINEAR                           |
| 123139 - | 2000 TB18              | 1 d'octubre, 2000    | Socorro              | LINEAR                           |
| 123140 - | 2000 TD18              | 1 d'octubre, 2000    | Socorro              | LINEAR                           |
| 123141 - | 2000 TK18              | 1 d'octubre, 2000    | Socorro              | LINEAR                           |
| 123142 - | 2000 TN18              | 1 d'octubre, 2000    | Socorro              | LINEAR                           |
| 123143 - | 2000 TX18              | 1 d'octubre, 2000    | Socorro              | LINEAR                           |
| 123144 - | 2000 TY19              | 1 d'octubre, 2000    | Socorro              | LINEAR                           |
| 123145 - | 2000 TU21              | 1 d'octubre, 2000    | Socorro              | LINEAR                           |
| 123146 - | 2000 TB24              | 2 d'octubre, 2000    | Socorro              | LINEAR                           |
| 123147 - | 2000 TL25              | 2 d'octubre, 2000    | Socorro              | LINEAR                           |
| 123148 - | 2000 TY25              | 1 d'octubre, 2000    | Socorro              | LINEAR                           |
| 123149 - | 2000 TK29              | 3 d'octubre, 2000    | Socorro              | LINEAR                           |
| 123150 - | 2000 TJ32              | 6 d'octubre, 2000    | Kitt Peak            | Spacewatch                       |
| 123151 - | 2000 TJ33              | 4 d'octubre, 2000    | Socorro              | LINEAR                           |
| 123152 - | 2000 TQ37              | 1 d'octubre, 2000    | Socorro              | LINEAR                           |
| 123153 - | 2000 TK38              | 1 d'octubre, 2000    | Socorro              | LINEAR                           |
| 123154 - | 2000 TH39              | 1 d'octubre, 2000    | Socorro              | LINEAR                           |
| 123155 - | 2000 TL40              | 1 d'octubre, 2000    | Socorro              | LINEAR                           |
| 123156 - | 2000 TM43              | 1 d'octubre, 2000    | Socorro              | LINEAR                           |
| 123157 - | 2000 TG45              | 1 d'octubre, 2000    | Socorro              | LINEAR                           |
| 123158 - | 2000 TS45              | 1 d'octubre, 2000    | Socorro              | LINEAR                           |
| 123159 - | 2000 TZ45              | 1 d'octubre, 2000    | Anderson Mesa        | LONEOS                           |
| 123160 - | 2000 TO46              | 1 d'octubre, 2000    | Anderson Mesa        | LONEOS                           |
| 123161 - | 2000 TD47              | 1 d'octubre, 2000    | Anderson Mesa        | LONEOS                           |
| 123162 - | 2000 TV47              | 1 d'octubre, 2000    | Socorro              | LINEAR                           |
| 123163 - | 2000 TV48              | 1 d'octubre, 2000    | Anderson Mesa        | LONEOS                           |
| 123164 - | 2000 TZ50              | 1 d'octubre, 2000    | Socorro              | LINEAR                           |
| 123165 - | 2000 TK51              | 1 d'octubre, 2000    | Socorro              | LINEAR                           |
| 123166 - | 2000 TU51              | 1 d'octubre, 2000    | Socorro              | LINEAR                           |
| 123167 - | 2000 TY53              | 1 d'octubre, 2000    | Socorro              | LINEAR                           |
| 123168 - | 2000 TC54              | 1 d'octubre, 2000    | Socorro              | LINEAR                           |
| 123169 - | 2000 TC57              | 2 d'octubre, 2000    | Anderson Mesa        | LONEOS                           |
| 123170 - | 2000 TA58              | 2 d'octubre, 2000    | Anderson Mesa        | LONEOS                           |
| 123171 - | 2000 TL58              | 2 d'octubre, 2000    | Anderson Mesa        | LONEOS                           |
| 123172 - | 2000 TA59              | 2 d'octubre, 2000    | Anderson Mesa        | LONEOS                           |
| 123173 - | 2000 TK61              | 2 d'octubre, 2000    | Anderson Mesa        | LONEOS                           |
| 123174 - | 2000 TU61              | 2 d'octubre, 2000    | Anderson Mesa        | LONEOS                           |
| 123175 - | 2000 TD63              | 3 d'octubre, 2000    | Anderson Mesa        | LONEOS                           |
| 123176 - | 2000 TO63              | 3 d'octubre, 2000    | Socorro              | LINEAR                           |
| 123177 - | 2000 TD66              | 1 d'octubre, 2000    | Socorro              | LINEAR                           |
| 123178 - | 2000 TU66              | 2 d'octubre, 2000    | Socorro              | LINEAR                           |
| 123179 - | 2000 TM67              | 2 d'octubre, 2000    | Socorro              | LINEAR                           |
| 123180 - | 2000 TP68              | 6 d'octubre, 2000    | Haleakala            | NEAT                             |
| 123181 - | 2000 UW2               | 22 d'octubre, 2000   | Bergisch Gladbach    | W. Bickel                        |
| 123182 - | 2000 UY3               | 24 d'octubre, 2000   | Socorro              | LINEAR                           |
| 123183 - | 2000 UQ4               | 24 d'octubre, 2000   | Socorro              | LINEAR                           |
| 123184 - | 2000 UQ6               | 24 d'octubre, 2000   | Socorro              | LINEAR                           |
| 123185 - | 2000 UJ7               | 24 d'octubre, 2000   | Socorro              | LINEAR                           |
| 123186 - | 2000 UB9               | 24 d'octubre, 2000   | Socorro              | LINEAR                           |
| 123187 - | 2000 UV10              | 25 d'octubre, 2000   | Socorro              | LINEAR                           |
| 123188 - | 2000 UW10              | 25 d'octubre, 2000   | Socorro              | LINEAR                           |
| 123189 - | 2000 UP13              | 23 d'octubre, 2000   | Ondřejov             | P. Kušnirák                      |
| 123190 - | 2000 UK14              | 24 d'octubre, 2000   | Socorro              | LINEAR                           |
| 123191 - | 2000 UT14              | 25 d'octubre, 2000   | Socorro              | LINEAR                           |
| 123192 - | 2000 UA15              | 25 d'octubre, 2000   | Socorro              | LINEAR                           |
| 123193 - | 2000 UD15              | 25 d'octubre, 2000   | Socorro              | LINEAR                           |
| 123194 - | 2000 UW15              | 27 d'octubre, 2000   | Kitt Peak            | Spacewatch                       |
| 123195 - | 2000 UU18              | 25 d'octubre, 2000   | Socorro              | LINEAR                           |
| 123196 - | 2000 UC19              | 29 d'octubre, 2000   | Socorro              | LINEAR                           |
| 123197 - | 2000 UV19              | 24 d'octubre, 2000   | Socorro              | LINEAR                           |
| 123198 - | 2000 UF20              | 24 d'octubre, 2000   | Socorro              | LINEAR                           |
| 123199 - | 2000 UQ20              | 24 d'octubre, 2000   | Socorro              | LINEAR                           |
| 123200 - | 2000 UA24              | 24 d'octubre, 2000   | Socorro              | LINEAR                           |